# 후쿠로이역
후쿠로이역(일본어: 袋井駅 후쿠로이에키[*])은 일본 시즈오카현 후쿠로이시에 있는 도카이 여객철도의 철도역이다.

## 역 구조
단식 2면 2선과 섬식 1면 2선 (총 3면 4선) 구조로 된 지상역이다. 단식 1번선, 섬식 2·3번선, 단식 4번선 순으로 번호가 매겨져 있다. 1·4번선은 대피용이며, 2·3번선이 본선이다.
역장과 역무원이 배치된 직영역으로, 아이노역을 관리한다.

### 승강장
| 1·2 | ■ 도카이도 본선 | 시즈오카 · 누마즈 방면   |
| 3·4 | ■ 도카이도 본선 | 하마마쓰 · 도요하시 방면 |

1번 승강장과 4번 승강장은 대피선 및 예비용이다.

## 역사
- 1889년 4월 16일 - 관설철도 (뒷날의 일본국유철도) 도카이도 본선 시즈오카역 ~ 하마마쓰역 구간의 개통과 동시에 개업.
- 1987년 4월 1일 - 민영화에 따라 도카이 여객철도의 소속이 되었다.
- 2008년 3월 1일 - TOICA의 사용이 개시되었다.

## 인접역
| 도카이 여객철도 도카이도 본선 | 도카이 여객철도 도카이도 본선 | 도카이 여객철도 도카이도 본선 |
| ----------------------------- | ----------------------------- | ----------------------------- |
| 아이노 시즈오카·아타미 방면   | ■ 도카이도 본선               | 이와타 하마마쓰·도요하시 방면 |